# منسفیلد (آرکانزاس)
منسفیلد (آرکانزاس) (به انگلیسی: Mansfield, Arkansas) یک شهر در ایالات متحده آمریکا با جمعیت ۱٬۰۹۷ نفر است که در آرکانزاس واقع شده‌است.

## موقعیت جغرافیایی
موقعیت جغرافیایی شهرها و مناطق اطراف به شرح زیر است: